# Zeitschrift für Historische Forschung
Die Zeitschrift für Historische Forschung (ZHF) ist eine deutschsprachige geschichtswissenschaftliche Fachzeitschrift.
Ihr Untertitel lautet Vierteljahresschrift zur Erforschung des Spätmittelalters und der frühen Neuzeit. Sie veröffentlicht Beiträge zur Geschichte zwischen dem 13. und 19. Jahrhundert, die der klassischen, der politischen, der Rechts-, Kultur- sowie der Sozialgeschichte entstammen. Die Abhandlungen und Aufsätze werden durch Berichte und Kritik ergänzt und durch einen umfangreichen Rezensionsteil abgerundet. 
Die Zeitschrift erscheint seit 1974 vierteljährlich im Verlag Duncker & Humblot. Das Herausgebergremium der damals neu entstandenen Zeitschrift setzte auf ein neues Periodisierungsmodell. Das späte Mittelalter wurde aus der traditionellen Mediävistik gelöst und mit der frühen Neuzeit verbunden.
Die Zeitschrift wird herausgegeben von Nikolas Jaspert, Klaus Luig, Peter Oestmann, Matthias Pohlig, Heinz Schilling, Bernd Schneidmüller und Barbara Stollberg-Rilinger, in deren Hand seit 2003 die Schriftleitung liegt. Unter den Herausgebern Kunisch und vor allem durch seine Schülerin Stollberg-Rilinger als Herausgeber vollzog sich auch die konsequente Öffnung der Zeitschrift für kulturwissenschaftliche Themen.
Für die ersten 15 Jahrgänge (1974 bis 1988) erschien 1991 ein von Lothar Schilling bearbeitetes Register (ISBN 3-428-07140-9). Es wurde in der Beiheft-Reihe der Zeitschrift veröffentlicht, die seit 1985 erscheint. Seit 2008 wird die ZHF auch elektronisch publiziert.